# مشیران
مشیران روستایی است که در استان اردبیل، شهرستان مشگین‌شهر، بخش مرادلو، دهستان یافت قرار دارد.

## جمعیت
بر اساس سرشماری سال ۱۳۸۵ جمعیت این روستا ۹۲۹ نفر با ۱۹۹ خانوار بوده‌است.